# Alfred Morris
Alfred Bruce Morris (Pensacola, 12 dicembre 1988) è un giocatore di football americano statunitense che milita nel ruolo di running back nella National Football League. Fu scelto nel corso del sesto giro (173º assoluto) del Draft NFL 2012 dai Washington Redskins. Al college ha giocato a football alla Florida Atlantic University.

## Carriera professionistica

### Washington Redskins
Morris fu scelto nel sesto giro del Draft 2012 dai Washington Redskins. Il 6 maggio 2012 firmò un contratto quadriennale coi Redskins.

#### Stagione 2012
Morris debuttò nella prima gara da professionista correndo 96 yard su 28 possessi e segnando 2 touchdown su corsa, nella vittoria dei Redskins per 40-32 in casa dei New Orleans Saints. Nel turno successivo i Redskins furono sconfitti 28-31 dai St. Louis Rams. Alfred continuò tuttavia a giocare bene correndo 89 yard su 16 tentativi. Nella settimana 3, i Redskins persero in casa contro i Cincinnati Bengals: Alfred confermò il suo solido inizio di stagione correndo 78 yard e segnando un touchdown. La settimana seguente, Washington ottenne la seconda vittoria dell'anno sui Tampa Bay Buccaneers: Morris superò per la prima volta le 100 yard corse in una partita totalizzandone 113 e segnando un touchdown.

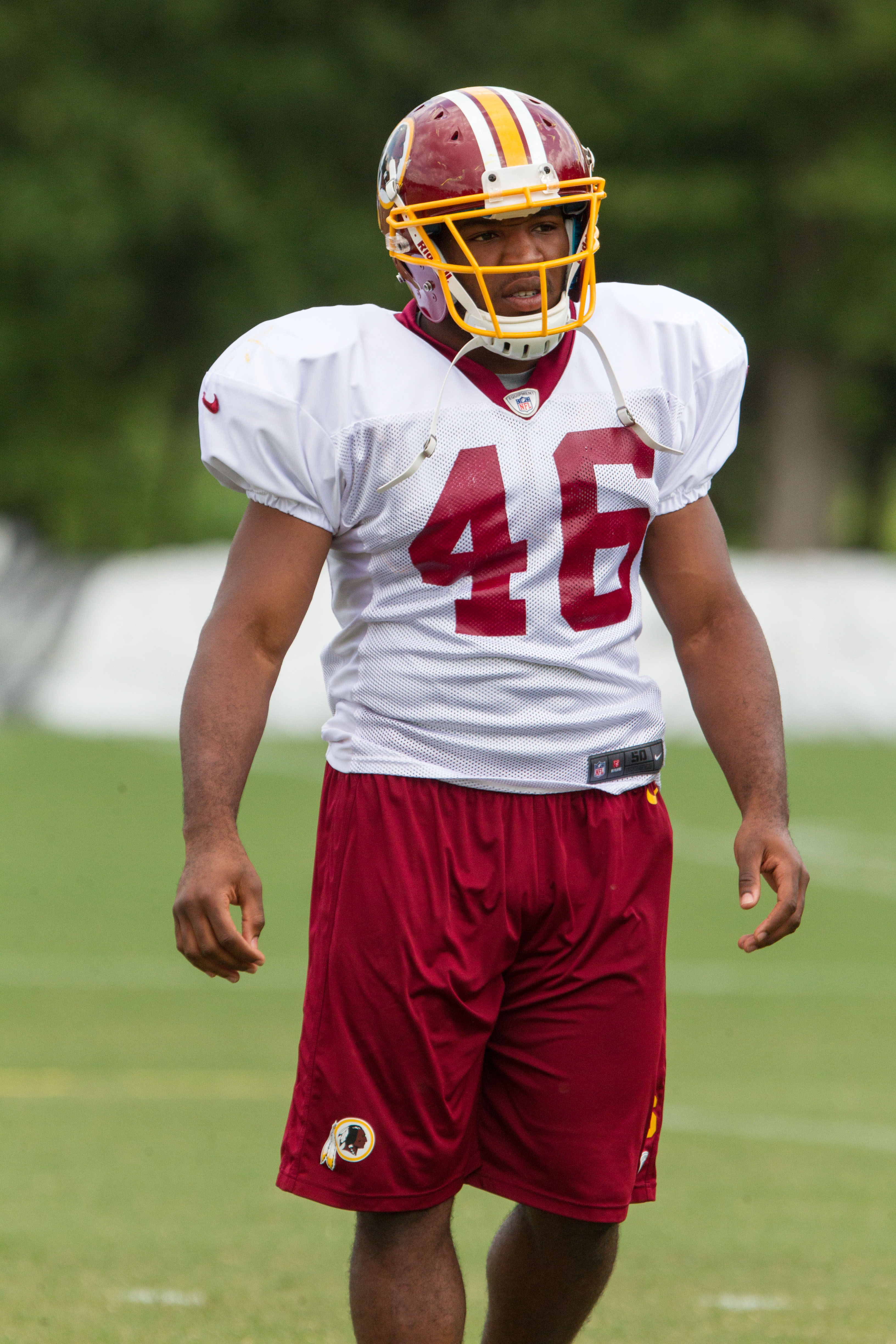
Morris durante il training camp estivo della stagione 2012.

Ne turno successivo Morris giocò la seconda gara consecutiva da oltre 100 yard correndone 115 contro gli imbattuti Atlanta Falcons. Nella settimana 6 i Reskins si portarono su un record di 3-3 vincendo in casa contro i Minnesota Vikings: Morris corse 47 yard e segnò un touchdown. Sette giorni dopo, Morris e i Redskins sfiorarono la rimonta contro i campioni in carica dei New York Giants, perdendo alla fine 27-23. Il running back corse 120 yard su 22 tentativi venendo premiato come miglior rookie della settimana.
Nella gara del Giorno del Ringraziamento, Morris giocò la quarta partita da oltre 100 yard della stagione correndone 113 e segnando un touchdown coi Redskins che batterono i Dallas Cowboys. Altre 124 yard Alfred le corse nella vittoria nel Monday Night Football successivo sui Giants. La terza partita consecutiva da oltre cento yard (124) giunse contro i Baltimore Ravens, gara in cui segnò un touchdown nella vittoria ai supplementari. Per questa prestazione, Morris fu insignito per la seconda volta del premio di miglior rookie della settimana.
Nel turno successivo. 87 yard e due touchdown di Morris consentirono alla sua squadra di battere i Cleveland Browns e di portarsi per la prima volta in stagione in testa alla NFC East. Arrivando a 9 touchdown segnati, Alfred superò il record di franchigia per un rookie, stabilito da Skip Hicks nel 1998. La striscia positiva dei Redskins proseguì contro gli Eagles nella settimana 16 con Morris che corse 91 yard e segnò il suo decimo touchdown.
Nell'ultimo turno di campionato, i Redskins necessitavano di una vittoria sui Cowboys per accedere ai playoff. Col quarterback Robert Griffin III non al meglio per un infortunio al ginocchio, Morris trascinò la squadra alla vittoria con 200 yard yard corse e 3 touchdown, con Washington che conquistò il suo primo titolo della NFC East Division dal 1999. In quella partita Alfred stabilì il primato assoluto per un giocatore dei Redskins per yard corse in una stagione, superando Clinton Portis, corse il record di franchigia per yard corse da un rookie e terminò con la terza prestazione stagionale di tutti i tempi per un debuttante in termini di yard corse. Per quella partita fu premiato per la prima volta come running back della settimana e per la terza volta come rookie della settimana. Morris concluse la sua annata al secondo posto della lega sia nelle yard corse, 1.616 (un nuovo record assoluto per i Redskins) che nei touchdown su corsa, 13 ( dietro ad Arian Foster). Per queste prestazioni, l'Associated Press lo inserì nel Second-team All-Pro.
Nella prima gara di playoff in carriera, i Redskins terminarono il primo quarto in vantaggio per 14-0 sui Seattle Seahawks, con Morris che contribuì imponendo il suo gioco sulle corse. L'infortunio di Robert Griffin III compromise però la partita della squadra e alla fine Washington uscì sconfitta. La gara del running back terminò con 80 yard corse su 16 tentativi. A fine stagione fu classificato al numero 64 nella classifica dei migliori cento giocatori della stagione.

#### Stagione 2013

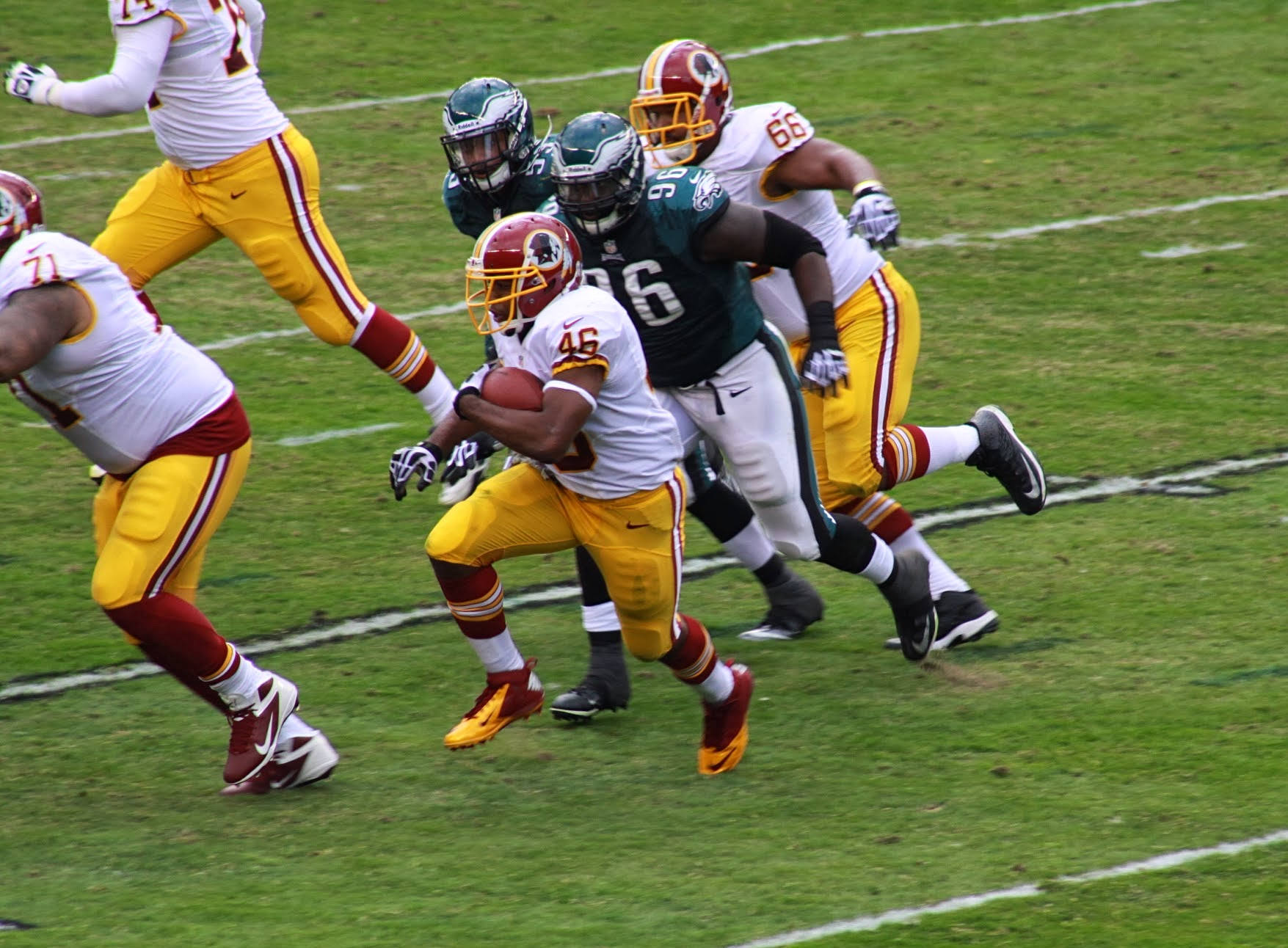
Morris nel 2013 contro gli Eagles.

Nella prima gara della stagione 2013, persa contro gli Eagles, Morris corse 45 yard e segnò un touchdown. Nella settimana 3, i Redskins persero la prima gara della storia della franchigia in casa contro i Detroit Lions, interrompendo una striscia di 21 vittorie consecutive che durava dal 1939, malgrado 73 yard corse e un touchdown di Morris. La terza marcatura la segnò nella settimana 6 ma la sua squadra fu sconfitta dai Cowboys, scendendo a un record di 1-4. Dopo una sconfitta nella settimana 8 coi Broncos in cui segnò un touchdown, i Redskins tornarono a vincere la domenica successiva ai supplementari contro i San Diego Chargers, grazie anche a 125 yard corse e un touchdown di Morris. Sette giorni dopo corse un nuovo massimo stagionale di 139 yard contro i Minnesota Vikings ma la i Redskins furono sconfitti a causa di una cattiva prova della loro difesa.

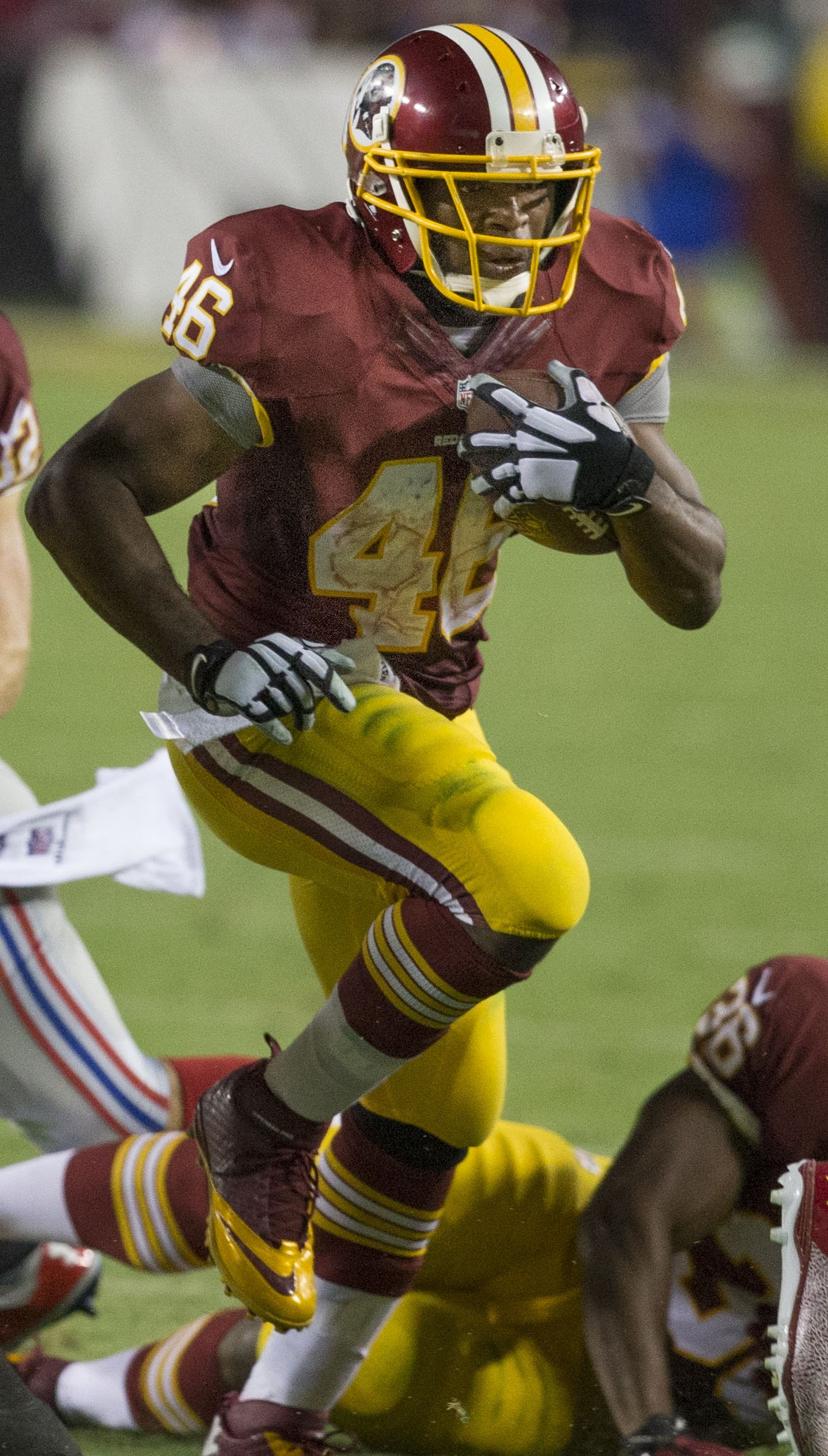
Morris nel 2014.

Nella settimana 13, Morris segnò il suo sesto touchdown stagionale ma i Redskins furono sconfitti dai Giants, venendo eliminati matematicamente dalla corsa ai playoff per la diciassettesima volta negli ultimi 21 anni. La stagione si concluse al quarto posto della lega con 1.275 yard corse e segnando 7 touchdown. Il 20 gennaio, fu convocato per il suo primo Pro Bowl in sostituzione di Marshawn Lynch, impegnato con i Seattle Seahawks nel Super Bowl XLVIII.

#### Stagione 2014
I primi due touchdown del 2014, Morris li segnò nella vittoria della settimana 2 contro i Jacksonville Jaguars, la prima della stagione di Washington. Tornò a segnare due turni dopo, nel Thursday Night perso contro i Giants. Nel Monday Night della settimana 8, Morris contribuì a battere a sorpresa i Cowboys, che venivano da sei vittorie consecutive, correndo 73 yard e segnando il suo quarto TD stagionale. Altri due li segnò la domenica successiva ma Washington perse in trasferta coi Vikings. La prima gara da oltre cento yard la fece registrare in casa dei 49ers nella settimana 12, guadagnandone 125 con un touchdown. Nel penultimo turno la squadra della capitale interruppe una striscia di sei sconfitte battendo in casa gli Eagles, con Morris che con 84 yard corse superà quota mille per la terza stagione consecutiva e segnò il suo ottavo touchdown. A fine anno fu convocato per il suo secondo Pro Bowl al posto dell'infortunato LeSean McCoy dopo avere guidato i Redskins con 1.074 yard corse e 8 touchdown.

#### Stagione 2015
Nella stagione 2015, Morris fu costretto per la prima volta a dividere i possessi con un altro giocatore, il rookie Matt Jones. L'unico touchdown lo segnò solamente nel quattordicesimo turno nella vittoria esterna sui Bears, chiudendo la sua annata guidando la squadra con 751 yard corse con una media di 3,7 yard a portata, la peggiore in carriera.

### Dallas Cowboys
Divenuto free agent, il 22 marzo 2016 Morris firmò un contratto biennale del valore di 3,5 milioni di dollari con i Dallas Cowboys, con valore massimo di 5,5 milioni in caso di raggiungimento di tutti i bonus.

### San Francisco 49ers
Il 13 agosto 2018, Morris firmò con i San Francisco 49ers. Fu nominato running back titolare quando Jerick McKinnon si ruppe il legamento crociato. Nell'ultima partita della stagione regolare contro i Los Angeles Rams corse 111 yard e un touchdown. Concluse la stagione 2018 con 428 yard corse e 2 touchdown.

### Dallas Cowboys
Il 29 luglio 2019, Morris firmò con i Dallas Cowboys per assicurarsi un veterano di esperienza dopo la sciopero di Ezekiel Elliott. Dopo che Elliott rinnovò, i Cowboys svincolarono Morris il 7 settembre 2019.

### Arizona Cardinals
Il 22 ottobre 2019, Morris firmò con gli Arizona Cardinals. Fu svincolato il 1º novembre.

### New York Giants
Nel 2020 Morris giocò con i New York Giants con cui disputò 9 partite, correndo 55 yard.

## Palmarès
- Convocazioni al Pro Bowl: 2

2013, 2014
- Second-team All-Pro: 1

2012
- Running back della settimana: 1

17ª del 2012
- Rookie della settimana: 3

7ª, 14ª e 17ª del 2012
- PFWA All-Rookie Team - 2012